# République libre de Schwarzenberg
La République libre de Schwarzenberg (Freie Republik Schwarzenberg en allemand) désigne une partie du territoire allemand inoccupée pendant 42 jours après la capitulation de la Wehrmacht le 8 mai 1945, dans la Saxe, au sein des Monts Métallifères.

## Origine du nom
Le nom actuel donné à cet épisode : République libre de Schwarzenberg est beaucoup plus récent. Il vient de la « République de Schwarzenberg », d'après le roman de Stefan Heym, Schwarzenberg (1984). En 1990, le sculpteur Jörg Beier pour désigner un « groupe d'artistes » de Schwarzenberg lors de la réunification allemande. Ce collectif propose aux visiteurs et par Internet les formulaires de demande pour un permis de séjour, la naturalisation et un passeport. Le « passeport européen de la République libre de Schwarzenberg » reprend le drapeau européen avec ses douze étoiles,.

## Histoire
Durant les derniers jours de la Seconde Guerre mondiale, au printemps 1945, après la reddition inconditionnelle de la Wehrmacht le 8 mai 1945, l'Amtshauptmannschaft (de) de Schwarzenberg (de) et une partie de celui de (de) Stollberg restent vacants pendant six semaines. Ni les troupes alliées ni celles soviétiques n'occupent la région, qui est contrôlée par des patrouilles du 347e régiment américain stationnées dans la région voisine du Vogtland.
La raison pour laquelle cette zone n'a pas fait l'objet d'une occupation immédiate des Américains est inconnue, il existe plusieurs théories et spéculations comme celle d'un jet de pièce comme dans le roman de Heym. Après avoir consulté les Soviétiques en 1945, les Américains devaient prendre en charge la population de l'ouest de la Saxe jusqu'à la Mulde. Cependant plusieurs rivières (la Zwickauer Mulde et la Freiberger Mulde) portent le même nom, l'erreur viendrait d'ici. Cette hypothèse est soutenue par des informations fournies par le futur président de l'Office fédéral de protection de la constitution, Günther Nollau (de), dans ses mémoires en 1978. Nollau vit à ce moment-là avec sa famille près de Rochlitz dans une propriété le long de la Zwickauer Mulde.
D'autres affirment que la région a été simplement oubliée. Une hypothèse parle d'un échange prétendument prévu de minerai d'uranium à Johanngeorgenstadt contre une partie de Berlin. Il n'existe pas de preuve pour la version d'une négociation entre Karl Dönitz et les Américains à Berne le 12 avril 1945, où les États-Unis seraient convenus de ne pas occuper cette région afin d'offrir une retraite aux troupes allemandes en Bohême pour être prisonniers des Américains plutôt que des Soviétiques. (Dönitz est resté à son quartier général à l'académie navale de Mürwik à Flensbourg et les troupes de la 12e armée du général Herbert Osterfeld à Karlovy Vary, Egra et Plzeň se sont rendues aux troupes américaines venues du Vogtland et du district de Haute-Franconie, installées à Grünbach (Saxe).)
Après le 9 mai 1945, des comités d'action antifasciste se forment dans la plupart des 21 villes et villages inoccupés. L'occupation progressive du district par les troupes soviétiques a lieu au moment de la constitution de l'Administration militaire soviétique en Allemagne à Berlin le 9 juin 1945 conformément à la définition des limites de la zone à la Conférence de Yalta. Les Américains se retirent comme convenu pour le 1er juillet 1945 des territoires de l'ouest de la Saxe et retournent en Bavière. Le 24 juin 1945, le commandant soviétique promulgue l'ordre de se dissoudre à ces comités d'action. Les membres de Schwarzenberg acceptent dans les différents lieux publics qu'ils occupent. Certains ont conservé leurs fonctions après la fondation de la RDA.
Des témoins, comme le journaliste et écrivain Helmar Meinel (de), qui est un interprète auxiliaire bien informé auprès de deux patrouilles américaines, et d'anciens acteurs affirment que la création d'une « République de Schwarzenberg » à cette époque n'a même pas fait l'objet d'un débat et qu'il n'y a pas eu non plus de discussions pour créer sa propre constitution ou des devises. « On ne demandait ni le dollar, ni le rouble ou le vieux Reichsmark. L'unité monétaire était une cigarette américaine ou une livre de sel », se souvient Meinel. Les comités d'action qui ont contacté les Américains et les Soviétiques à plusieurs reprises, ne faisaient qu'approvisionner la population en denrées alimentaires et maintenir la sécurité et l'ordre.